# Kwame Watson-Siriboe
Kwame Watson-Siriboe (ur. 13 listopada 1986 w Chino Hills) – amerykański piłkarz grający na pozycji obrońcy.

## Kariera klubowa
Watson-Siriboe jako nastolatek grywał w uniwersyteckiej drużynie Connecticut Huskies. W zespole tym był podstawowym zawodnikiem. Zaliczył też krótki epizod w Westchester Flames. Poprzez MLS SuperDraft 2010 trafił do Chicago Fire, klubu występującego w Major League Soccer. W drafcie uplasował się na 26 pozycji. W drużynie Fire zadebiutował 3 kwietnia 2010 w meczu z Colorado Rapids (2:2). Rozegrał wtedy na boisku pełne 90 minut. W 2011 był wypożyczony do FC Tampa Bay. W 2012 przeszedł do Real Salt Lake.
11 sierpnia 2014 został sprzedany do New York City FC.

## Kariera reprezentacyjna
Kwame Watson-Siriboe w 2004 był członkiem reprezentacji U-18 Stanów Zjednoczonych na młodzieżowych mistrzostwach świata w Argentynie.